# 마냐코
마냐코(일본어: マニャ子 마니야코[*])는 일본의 삽화가, 게임 원화가이다. 대표작은 스트라이크 더 블러드가 있다.

## 작품 목록

### 일러스트
패미통 문고
- 패치워크! 원더랜드(쇼지 타카시)
- 아르장・칼레르 ~혁명의 영웅, 혹은 여왕의 과자 장인~(노무라 미즈키)
- 천년기의 레갈리아 제보 심리 기사는 일하지 않는다(나츠모리 료)

전격 문고
- 스트라이크・더・블러드(미쿠모 가쿠토)
- 성희 퀘스트 내가 성주가 된 거야(이가라시 유사쿠) ※여러 명이 삽화
- 소드・오브・스텔리온 종마로 불렸던 최강 기사, 이웃 나라의 공주를 가로차라는 명령을 받다(미쿠모 가쿠토)

환랑 판타지아 노벨스
- 레플리카 돌(Replica Doll)(노구치유카)

후지미 판타지아 문고
- 주검의 변형(코야마 타케루)
- 암거래 여주인공을 행복하게 할 계획 ~마본사의 소년과 예언 《참수공주의 절망》 부정~ (카미카와 케이)

가가가문고
- 인형 뽑기(사이메 와시치)

비즈 로그 문고
- 도화사위군 - 하양에서 시작하는 사위 전설!(시오미 마유키)

히어로 문고
- 물푸레나무의 왕(히나타나츠)
- 넥스트라이프(아이노 진) ※3권부터 삽화 담당

몬스터 문고
- 나는 다른 세계에서 부여 마법과 소환 마법을 저울질한다(요코츠카 츠카사)
- 사축용사, 일 그만둔대요(키시모토 카즈하)

카도카와 스니커 문고
- 라스트・피닉스 -불사살해의 공주-(모로호시 타카시)
- 해바라기:unUtopial World(하야시 토모아키)

C★NOVELS 판타지아
- 발리언트・엑스페리먼트(아야메 유)

GA문고
- 가면마녀의 해방 전기(스에바 시켄)

대시 엑스 문고
- 여자기숙사의 기숙사장이 된 나는, 현지 여자와 청춘을 할 수 있을까(키자키 카야)
- 헛되이 인정되어 정나미가 떨어지고 제국으로 옮겨 출세하다~ 왕국의 높은 사람은 그것을 모릅니다(아이노 진)

NOVEL 0
- 주정뱅이 질라르드 이전의 영웅과 몰려드는 며느리(미시마 치히로)

LINE문고 엣지
- 다른 세계 서바이벌~ 반에서 추방당했지만 스킬의 힘으로 살아남는다~(미카도 테츠로)

브레이브 문고
- 뇌제라고 불린 최강 모험자, 마술학원에 입학해 일체의 거리낌없이 무쌍하다(고가츠 아오)

### 애니메이션
- 사상 최강의 제자 켄이치 어둠의 습격(제3화 엔드 카드)

### 게임 원화
- 소원의 조각과 백은의 계약자(propeller)

### 화집
- 마냐코화집 스트라이크・더・블러드（ISBN 978-4-04-865616-0）